# قائمة العوامل العلاجية الكيميائية
هذه قائمة بالعوامل العلاجية الكيميائية، والمعروفة أيضًا باسم العوامل السامة للخلايا أو الأدوية المثبطة للخلايا، والتي يُعرف أنها مفيدة في العلاج الكيميائي للسرطان. يتم تنظيم هذه القائمة حسب نوع الوكيل، على الرغم من أن الأقسام الفرعية ليست نهائية بالضرورة وعرضة للمراجعة. يتم إدراج كل دواء مرة واحدة (في الوقت الحاضر)، على الرغم من أنه قد يقع في أكثر من قسم فرعي واحد. تتم إضافة قائمة أبجدية كاملة بعد القائمة التصنيفية.
بالإضافة إلى العلاج الكيميائي، يشمل علم الأورام الطبي ( العلاج الدوائي للسرطان) عدة فئات من العلاج غير السامة للخلايا، مثل العلاج الهرموني والعلاج المستهدف (العلاج البيولوجي). ويتم وصف هذه العوامل في المقالات ذات الصلة.
غالبًا ما يتم دمج العوامل المذكورة في هذه القائمة في عامل العلاج الكيميائي للعلاج الكيميائي المتعدد (العلاج الكيميائي المركب). على سبيل المثال، يتكون نظام CHOP من سيكلوفوسفاميد، ودوكسوروبيسين، وفينكريستين، وبريدنيزون.

## عوامل الألكلة
- ألتريتامين
- بنداموستين
- بوسولفان
- كاربوكيون
- كارموستين
- كلورامبيوسيل
- الكلورميثين
- كلوروزوتوسين
- سيكلوفوسفاميد
- داكاربازين
- فوتيموستين
- إيفوسفاميد
- لوموستين
- ميلفالان
- ميلفالان فلوفيناميد
- ميتوبرونيتول
- نيموستين
- نيتروسوريا
- بيبوبرومان
- رانيموستين
- سيمستين
- ستريبتوزوتوسين
- تيموزولوميد
- ثيوتيبا
- تريوسولفان
- تريازيكون
- ثلاثي إيثيلين ميلامين
- تروفوسفاميد
- أوراموستين

## الأنثراسيكلينات
- أكلاروبيسين
- داونوروبيسين
- دوكسوروبيسين
- ايبيروبيسين
- إيداروبيسين
- ميتوكسانترون
- بيراروبيسين
- فالروبيسين
- زوروبيسين

## المواد المسببة لاضطرابات الهيكل الخلوي (التاكسانات)
- أبراكسان
- كابازيتاكسيل
- دوسيتاكسيل
- لاروتاكسيل
- باكليتاكسيل
- تاكسوتير
- تيسيتاكسيل

## إيبوثيلونيس
- إيكسابيلون

## مثبطات أسيتيل الهيستون
- انتينوستات
- روميديبسين
- فورينوستات
- زابادينوستات

## مثبطات توبوإيزوميراز 1
- بيلوتيكان
- كامبتوثيسين
- إكساتيكان
- جيماتيكان
- إيرينوتيكان
- توبوتيكان

## مثبطات توبوإيزوميراز II
- إيتوبوسيد
- تينيبوسيد
- تافلوبوسيد

## مثبطات الكيناز
- بورتيزوميب
- إيرلوتينيب
- جيفينيتيب
- إيماتينيب
- فيمورافينيب
- فيسموديجيب

## نظائر النوكليوتيدات ونظائر السلائف
- أزاسيتيدين
- أزاثيوبرين
- كابيسيتابين
- كلادريبين
- كلوفارابين
- سيتارابين
- ديسيتابين
- دوكسيفلوريدين
- فلودارابين
- فلورويوراسيل
- جيمسيتابين
- هيدروكسي يوريا
- ميركابتوبورين
- الميثوتركسيت
- نيلارابين
- بيميتريكسيد
- تيوغوانين (ثيوغوانين سابقًا)

## المضادات الحيوية الببتيدية
- أكتينوميسين
- بليومايسين

## العوامل المعتمدة على البلاتين
- كاربوبلاتين
- سيسبلاتين
- ديسيكلوبلاتين
- أوكساليباتين
- نيدابلاتين
- ساترابلاتين

## الريتينويدات
- أليتريتينوين
- بيكساروتين
- تريتينوين

## قلويدات الفينكا ومشتقاتها
- فينبلاستين
- فينكريستين
- فينديسين
- فينوريلبين